# Komitee zur Abschaffung der Entführung von Frauen und Kindern
Das Komitee zur Abschaffung der Entführung von Frauen und Kindern (englisch Committee for the Eradication of the Abduction of Women and Children, abgekürzt CEAWC) wurde 1999 von der Regierung Sudans gegründet, um die Sklaverei im Sudan zu bekämpfen bzw. dem Vorwurf der Untätigkeit gegenüber diesem Problem zu begegnen.

## Geschichte
Im Rahmen des Sezessionskrieges im Südsudan bis 2005 kam es zu Überfällen paramilitärischer arabisch-muslimischer Milizen aus Nordsudan auf Dörfer im Südsudan und in den Nuba-Bergen, bei denen Menschen versklavt wurden. Diese Milizen wurden von der Regierung in Khartum eingesetzt, um die südsudanesischen SPLA-Rebellen zu bekämpfen. Internationale Menschenrechtsorganisationen warfen deshalb der sudanesischen Regierung vor, die Sklavenjagden zu billigen oder sie gar zu fördern.
Zunächst stritt die Regierung jede Existenz von Sklaverei ab, bevor sie 1999 auf internationalen Druck hin das Komitee zur Abschaffung der Entführung von Frauen und Kindern gründete. Bis 2006 hatte das Komitee nach Eigenangaben 6000 Sklaven vom Stamm der Dinka in den Südsudan zurückgeführt. Im selben Jahr stellte es seine Tätigkeit wegen Finanzproblemen ein.
Anfang 2008 nahm es, finanziert von der Autonomieregierung Südsudans, seine Arbeit wieder auf. In einer ersten Operation sollten nach Eigenangaben 1200 Menschen aus den Bundesstaaten Dschanub Darfur und Dschanub Kurdufan befreit werden.

## Arbeitsweise
Das CEAWC erfasste zunächst nach Eigenangaben 14.000 „Entführte“, von denen 6000 befreit und zurückgeführt wurden. Das Schicksal der übrigen 8000 Registrierten ist ungewiss; manchen Schätzungen zufolge gibt es im gesamten Sudan zudem weit mehr als 14.000 Sklaven.
Das CEAWC arbeitete teilweise mit weiteren Organisationen, die im Sudan gegen die Sklaverei tätig sind, so dem Dinka-Komitee und Christian Solidarity International (CSI), zusammen und wurde von UNICEF und Save the Children unterstützt.

## Kritik
Manche Organisationen, etwa CSI (deren eigene Freikaufprogramme für Sklaven im Sudan nicht unumstritten sind), kritisierten, dass das CEAWC lediglich dazu diene, das Problem der Sklaverei zu verschleiern. So ist stets von „Entführungen“ die Rede, während der Begriff „Sklaverei“ vermieden wird.